# Orusts, Tjörns och Inlands tingslag
Orusts, Tjörns och Inlands tingslag var mellan 1955 och 1971 ett tingslag i Göteborgs och Bohus län i Orusts, Tjörns och Inlands domsaga. Tingsplats var i Stenungsund.
Tingslaget omfattade häraderna Inlands Södre, Orusts västra, Orusts östra, Tjörn, Inlands Nordre, Inlands Torpe och Inlands Fräkne. 
Tingslaget bildades 1955 av Inlands tingslag och Orusts och Tjörns tingslag. Det upplöstes 31 december 1970 då verksamheten överfördes till  Stenungsunds tingsrätt.